# 格里年基
48°46′29″N 28°54′29″E / 48.77472°N 28.90806°E
赫里嫩基（烏克蘭語：Гриненки），是烏克蘭西南部的村落，隸屬文尼察州的圖利欽區。該村面積1.84平方公里，海拔高度274米，2001年人口461，人口密度每平方公里250.54人。